# Matsubushi (Saitama)
Matsubushi (jap. 松伏町, -machi) ist eine Stadt auf der japanischen Hauptinsel Honshū im Landkreis Kitakatsushika in der Präfektur Saitama.

## Geografie
Matsubushi liegt südlich von Kasukabe und östlich von Koshigaya.

## Verkehr
- Straße:
  - Nationalstraße 4

## Söhne und Töchter der Stadt
- Ryō Ishikawa (* 1991), Golfer

## Angrenzende Städte und Gemeinden
- Kasukabe
- Koshigaya
- Yoshikawa
- Noda